# Zwickmühle
Een Zwickmühle is een situatie in het schaakspel waarin een speler een serie gedwongen zetten moet doen doordat zijn koning afwisselend wordt blootgesteld aan een gewoon schaak en een aftrekschaak. Deze aanvallen op de koning worden uitgevoerd door een toren in combinatie met een loper. Deze wending wordt in het Nederlands ook wel molenwiek of kortweg molen genoemd.
| 8 |    |    |    |    |   |    |    |    |
| 7 | kd | pd |    |    |   |    | pd |    |
| 6 | pd |    | pd |    |   |    |    |    |
| 5 |    | rd |    |    |   |    |    |    |
| 4 |    |    |    | bd |   |    |    |    |
| 3 |    |    |    | pl |   |    |    |    |
| 2 |    | pl | pl |    |   |    |    | bl |
| 1 |    | kl | nl |    |   | ql |    |    |
|   | a  | b  | c  | d  | e | f  | g  | h  |

Het diagram links geeft een dergelijke stelling weer. Ogenschijnlijk staat de witspeler gewonnen; hij heeft een dame en een paard tegen een toren. Zwart is echter aan zet en hij speelt 1.. Tb2:† waarna de molen begint: 2.Ka1 Tc2:† 3.Kb1 Tb2† 4.Ka1 Th2:† 5.Kb1 Tb2† 6.Ka1 Tf2† 7.Kb1 Tf1: en daarmee eindigt de molen. Diagram rechts. Zwart heeft twee pionnen, een loper en de dame buitgemaakt en staat nu gewonnen.